# Olympische Jugend-Sommerspiele 2014/Teilnehmer (Malawi)
| Gelbes Symbol für Goldmedaillen mit stilisierten Olympischen Ringen | Graues Symbol für Silbermedaillen mit stilisierten Olympischen Ringen | Braundes Symbol für Bronzemedaillen mit stilisierten Olympischen Ringen |
| ------------------------------------------------------------------- | --------------------------------------------------------------------- | ----------------------------------------------------------------------- |
| —                                                                   | —                                                                     | —                                                                       |

Die Jugend-Olympiamannschaft aus Malawi für die II. Olympischen Jugend-Sommerspiele vom 16. bis 28. August 2014 in Nanjing (Volksrepublik China) bestand aus fünf Athleten.

## Athleten nach Sportarten

### Leichtathletik
| Mädchen - Nalicy Chirwa 3000 m: 17. Platz 8 × 100 m Mixed: 30. Platz | Jungen - Mazuzo Kasiteni 800 m: 16. Platz 8 × 100 m Mixed: 38. Platz - Abina Tchinga 1500 m: 14. Platz - Leo Chikhwaza 3000 m: 9. Platz |

### Schwimmen
Mädchen
- Joyce Tafatatha
50 m Freistil: 35. Platz
50 m Rücken: 36. Platz